# Герцог де Сьюдад-Родриго

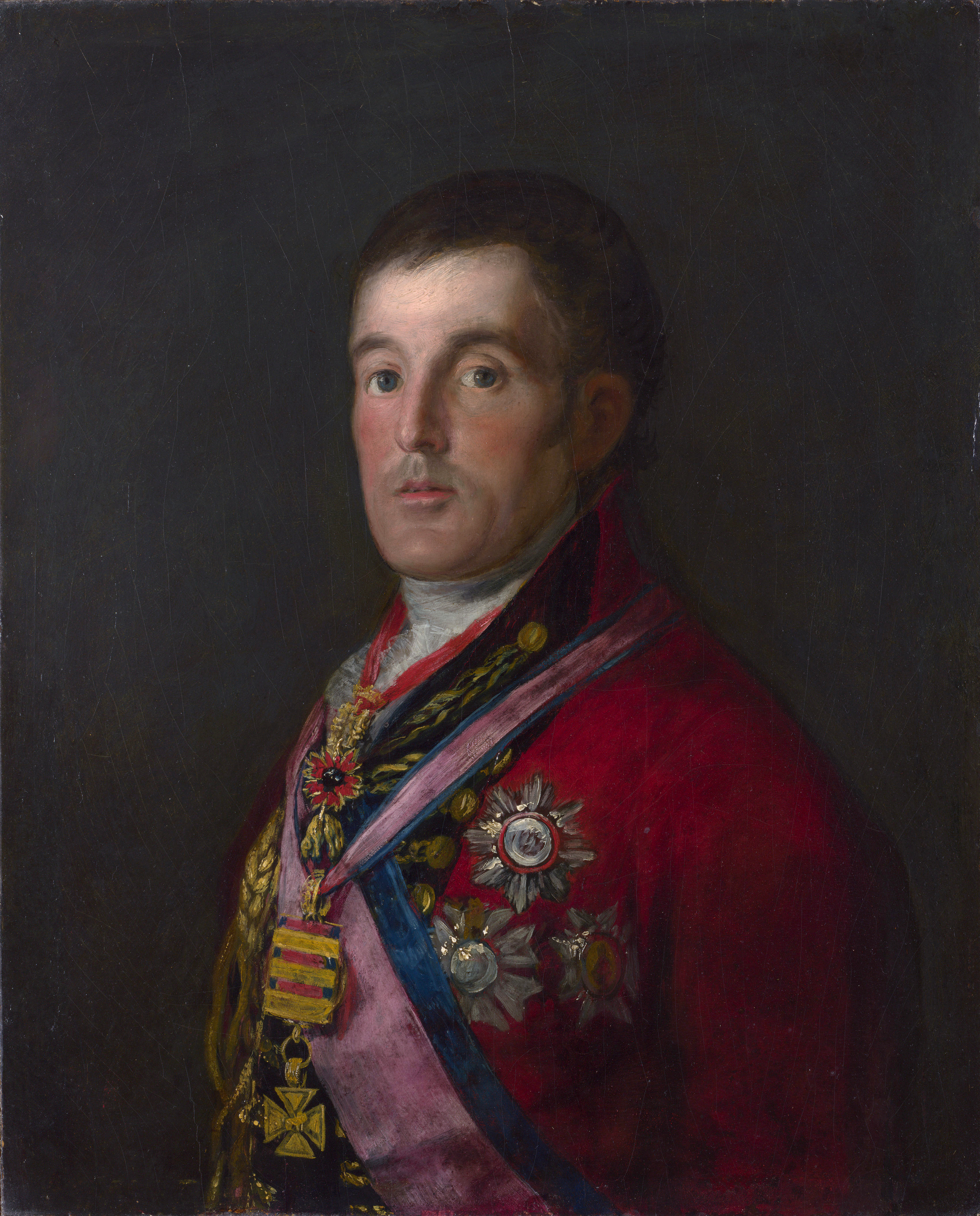
Артур Уэлсли, 1-й герцог Веллингтон, 1-й герцог Сьюдад-Родриго

Герцог Сьюдад-Родриго (исп. Duque de Ciudad Rodrigo) — испанский аристократический титул. Он был создан 30 января 1812 года испанским королем Фердинандом VII для английского полководца и главнокомандующего фельдмаршала Артура Уэлсли, 1-го герцога Веллингтона, в награду за его победу в войне за независимость Испании против Французской империи.
Кроме своих побед над французами в Португалии и Испании, герцог Веллингтон, командуя англо-голландской армией, одержал победу над Наполеоном в битве при Ватерлоо в 1815 году. Также испанская корона пожаловала Веллингтону титул виконта де Талавера. Кроме испанских титулов, Артур Уэлсли, герцог Веллингтон, получил титулы герцога да Виториа (Португалия) в 1812 году и князя Ватерлоо (Нидерланды) в 1815 году.
Исторически сложилось, что этот испанский титул герцог де Сьюдад-Родриго носили потомки Артура Уэлсли, носившие британский титул герцога Веллингтона. Первоначально испанский титул передавался по системе примогенитура (наследование титула по праву мужского первородства), в то время как британский титул переходил только наследникам мужского пола. В 1943 году после смерти Генри Уэлсли, 6-го герцога Веллингтона (1912—1943), испанский титул (герцог Сьюдад-Родриго) унаследовала его сестра, Энн Мод Рис (1910—1998), а британский титул (герцог Веллингтон) — её дядя, Джеральд Уэлсли (1885—1972). В 1949 году Энн Мод Рис уступила испанский титул своему дяде Джеральду Уэлсли, 7-му герцогу Веллингтону, ставшему 8-м герцогом Сьюдад-Родриго.
В 2010 году Артур Валериан Уэлсли, 8-й герцог Веллингтон и 9-й герцог Сьюдад-Родриго (1915—2014), уступил свой испанский титул старшему сыну и наследнику, Артуру Чарльзу Уэлсли, маркизу Дуро (род. 1945). В соответствии с испанской процедурой, маркиз 10 марта 2010 года подал официальную заявку к властям Испании. 21 мая 2010 года король Испании Хуан Карлос, через своего министра, официально подтвердил передачу герцогского титула маркизу Дуро. Это было подтверждено в государственной газете 12 июня 2010 года. В 2014 году новый герцог Сьюдад-Родриго стал преемником своего отца в качестве 9-го герцога Веллингтона.
Наследник герцогства Сьюдад-Родриго, Артур Уэлсли, маркиз Дуро (род. 1978), является старшим сыном Артура Чарльза Уэлсли, 9-го герцога Веллингтона и 10-го герцога Сьюдад-Родриго (род. 1945). Лорд Дору имеет трех детей: двух близнецов: дочь леди Мэй Мадлен Уэлсли (род. 2010) и сына Артура Дарси Уэлсли, графа Морнингтона (род. 2010), а также второго сына: лорда Альфреда Уэлсли (род. 2014). В 2006 году Генеральные кортесы Испании изменил систему наследования, отменив передачу титулов мужским потомкам и приняв закон о наследовании по праву первородство. В результате чего, леди Мэй Мадлен Уэлсли, старшая дочь и первая из двух близнецов маркиза Дуро, имеет право на наследование титула герцога Сьюдад-Родриго.

## Герцоги Сьюдад-Родриго (1812 — н.в.)

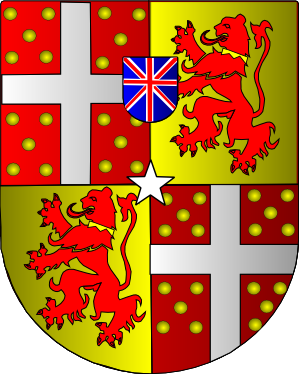
Герб британских герцогов Веллингтон, а также герцогов Сьюдад-Родриго

- 1812—1852: Артур Уэлсли, 1-й герцог Сьюдад-Родриго (1 мая 1769 — 14 сентября 1852), третий сын Гаррета Уэлсли, 1-го графа Морнингтона (1735—1781)
- 1852—1884: Артур Уэлсли, 2-й герцог Сьюдад-Родриго (3 февраля 1807 — 13 августа 1884), старший сын предыдущего
- 1884—1900: Генри Уэлсли, 3-й герцог Сьюдад-Родриго (5 апреля 1846 — 8 июня 1900), второй сын генерал-майора лорда Чарльза Уэлсли (1808—1858), племянник предыдущего
- 1900—1934: Артур Уэлсли, 4-й герцог Сьюдад-Родриго (15 марта 1849 — 18 июня 1934), младший брат предыдущего
- 1934—1941: Артур Уэлсли, 5-й герцог Сьюдад-Родриго (9 июня 1876 — 11 декабря 1941), старший сын предыдущего
- 1941—1943: Генри Уэлсли, 6-й герцог Сьюдад-Родриго (14 июля 1912 — 16 сентября 1943), единственный сын предыдущего
- 1943—1949: Энн Уэлсли, 7-я герцогиня Сьюдад-Родриго (2 февраля 1910—1998), старшая сестра предыдущего
- 1949—1972: Джеральд Уэлсли, 8-й герцог Сьюдад-Родриго (21 августа 1885 — 4 января 1972), третий сын Артура Уэлсли, 4-го герцога Веллингтона
- 1972—2010: Артур Валериан Уэлсли, 9-й герцог Сьюдад-Родриго (2 июля 1915 — 31 декабря 2014), единственный сын предыдущего
- 2010 — настоящее время: Артур Чарльз Уэлсли, 10-й герцог Сьюдад-Родриго (род. 19 августа 1945), старший сын предыдущего
  - наследник: Артур Уэлсли, маркиз Дуро (род. 31 января 1978), старший сын и наследник предыдущего.